# متحف طنطا
متحف طنطا هو متحف في مدينة طنطا والتي تتميز بتاريخها العريق، فقد نشأت بها عواصم لمصر الفرعونية، كما كانت تقوم بدور مهم في تاريخ مصر طوال العصور المختلفة نتيجة لموقعها الاستراتيجي، وقد اُختِير مبنى البلدية ليكون مقرًّا للمتحف غير أن المتحف ما لبث أن أُغلِق وخُزِّنَت محتوياته من الآثار، ثم فتح مُجدَّدًا عام 1935م ثم أُغلِق للمرة الثانية. وفي سنة 1980م قامت هيئة الآثار المصرية (المجلس الأعلى للآثار حاليًّا) بتجهيز المتحف الحالي الذي افتتح للجمهور في 29 تشرين الأول 1990م.

## تاريخ المتحف
كانت البداية الأولى لمتحف طنطا في عام 1913 حيث خُصصَت قاعة في مجلس مدينة طنطا لعرض بعض الآثار. وفي عام 1957 نُقِلَ إلى مدخل سينما البلدية. ثم وفي عام 1981 بدأت هيئة الآثار عملية إنشاء المتحف الحالي الذي جرى افتتاحه في عام 1990.
تم إعادة افتتاح متحف آثار طنطا في الأول من سبتمبر عام 2019 بعد اغلاقه لمدة 19 عاماً للتجديد والترميم.

## داخل المتحف
في البداية وعند دخول المتحف سيجد زائر المتحف بيتًا للهدايا عند المدخل الرئيس، ويحوي المتحف قِطعًا فنية ومعمارية تمثل حضارة مصر في العصور الفرعونية واليونانية والرومانية والمسيحية والإسلامية، ولا يُعدُّ المتحف متحفًا إقليميًّا، حيث أنه يحوي قطعًا فنيةً من خارج محافظة الغربية.

### طوابق المتحف
يتكون المتحف من خمسة طوابق؛ خُصصَت الطوابق من الأول حتى الرابع لعرض القطع الأثرية، أما الطابق الخامس فيحوي المكاتب الإدارية، ومخزنًا وقاعةً للمؤتمرات؛ وهنا مُلخَّص لما في الطوابق:
- الطابق الأول: للآثار الإسلامية.
- الطابق الثاني: للمخطوطات وغيرها.
- الطابق الثالث: لعرض الآثار المصرية في العصرين اليوناني والروماني وكذلك الآثار القبطية.
- الطابق الرابع: يحتوي على الآثار المصرية القديمة.
- الطابق الخامس: يحتوي على المكاتب الإدارية، وعلى مخزن وقاعة للمؤتمرات.

وحيث تم تخصيص قاعتي عرض للقطع الأثرية في الطابقين الثاني والثالث.
الطابق الثاني خصص لعرض القطع الأثرية من المواقع الأثرية الهامة والعريقة بالدلتا وهي ( تل الفراعين، صا الحجر، صان الحجر، تل بسطا، قويسنا، بهبيت الحجارة).
أما الطابق الثالث تم عمل نموذج لمقبرة فرعونية بها مومياء لأحد النبلاء يدعى اوباي من عصر الدولة الوسطى داخل تابوت خشبي وتزخر المقبرة بالأثاث الجنزي من أواني أحشاء وتماثيل أوشابتي وموائد قرابين وأواني فخارية وحجرية. كما توجد خزانات عرض تحتوى على عملات ذهبية وفضية وبرونزية من العصور اليونانية الرومانية والإسلامية. وخزانة عرض خاصة بتراث الأولياء والموالد والتراث الديني فضلا عن النسيج وأدوات الغزل وتماثيل المعبودات والملوك. وخزانة عرض خاصة بالاواني الفضية والمصنوعة من الكريستال الخاصة بالاسرة العلوية.